# Dirk Inzé
Professor Dirk Inzé (19 oktober 1957) is een Vlaams moleculaire bioloog. Hij is hoogleraar moleculaire plantenbiologie en -fysiologie aan de Universiteit Gent. Hij heeft onderzoek gedaan naar de mechanismen van de celcyclus (celdeling, celgroei, celdifferentiatie) in planten, en naar mogelijkheden om die cyclus te controleren.
Hij is een van de meest geciteerde auteurs op het gebied van de plantenwetenschap.
Hij is geassocieerd lid van de Koninklijke Vlaamse Academie van België voor Wetenschappen en Kunsten sinds 2005 en gewoon lid sinds 2008.

## Curriculum
- Studeert moleculaire genetica aan de Universiteit Gent bij Jeff Schell en Marc Van Montagu; in 1984 doctoreert hij er, met als onderwerp de mechanismen waarmee Agrobacterium tumefaciens de vermeerdering van plantencellen veroorzaakt
- Is van 1990 tot 1998 onderzoeksdirecteur bij het Franse INRA, met standplaats Gent
- 1995: hoogleraar aan de Universiteit Gent
- 1998: medestichter, samen met Marc Van Montagu, van CropDesign (dat in 2006 door BASF Plant Science is overgenomen)
- Sedert 2002 directeur van het VIB-UGent Centrum voor Planten Systeembiologie aan de Universiteit Gent/VIB, als opvolger van Marc Zabeau.

## Onderscheidingen
- 1994: Europese wetenschapsprijs van de Körber-stichting[5]
- 2005: Francquiprijs Biologische en Medische Wetenschappen
- 2010: vijfjaarlijkse FWO-Excellentieprijs Exacte Wetenschappen
- 2017: World Agriculture Prize GCHERA

- Bibliothèque nationale de France: cb13503134r (data)
- International Standard Name Identifier: 0000 0001 1763 9650
- Library of Congress Control Number: nb98002264
- Nationale Bibliotheek van Letland: 000073652
- Nationale Bibliotheek van Tsjechië: xx0155958
- Nationale Bibliotheek van Israël: 987007428340005171
- Nederlandse Thesaurus van Auteursnamen: 213727935
- ORCID: 0000-0002-3217-8407
- Système universitaire de documentation: 061064335
- Virtual International Authority File: 54302708
- WorldCat: E39PBJg8KhfytfVKYbYj8FDH4q